# Perșotravneve, Rokîtne
Perșotravneve (în ucraineană Першотравневе) este un sat în comuna Lubeanka din raionul Rokîtne, regiunea Kiev, Ucraina.

## Demografie
Componența lingvistică a localității Perșotravneve
     Ucraineană (99,61%)
     Alte limbi (0,39%)
Conform recensământului din 2001, majoritatea populației localității Perșotravneve era vorbitoare de ucraineană (99,61%), existând în minoritate și vorbitori de alte limbi.